# Joseph Hain
Joseph Hain (* 2. Juli 1809 in Brunnersdorf; † 27. Dezember 1852 in Wien) war ein österreichischer Statistiker.

## Leben
Hain absolvierte die philosophischen Studien an der Universität Wien und widmete sich dort insbesondere der Mathematik. Am 28. November 1828 trat er freiwillig in das 1. Artillerie-Regiment als Unterkanonier ein. 1844 stieg er dort zum Unterlieutenant im Bombardier-Korps auf und wurde dort zugleich Lehrer für Geographie und Geschichte an der Schule des k. k. Bombardier-Korps. Für diese Schulen verfasste er im Auftrag des Oberst Joseph Jüttner das zweibändige Schulbuch Reine und Militär-Geographie. Außerdem arbeitete er an den von Karl Czörnig herausgegeben Tafeln zur Statistik der österreichischen Monarchie (1841–1851) mit.
Hain wechselte 1848 in den Staatsdienst. Er wurde Kanzlist im k.k. Generalrechnungsdirektorium und dort im statistischen Büro eingesetzt. 1849 stieg er zunächst zum Hofconcipisten und im November 1849 zum Ministerialsekretär auf. Wenige Zeit drauf starb er. Seine Zuarbeiten wurden auch für die Ethnographie der österreichischen Monarchie (3 Bände, 1855–1857) verwendet. Als sein Hauptwerk gilt das Handbuch der Statistik des österreichischen Kaiserstaates.

## Schriften (Auswahl)
- Reine und Militär-Geographie, 2 Bände, Tendler, Wien 1848.
- Handbuch der Statistik des österreichischen Kaiserstaates, 2 Bände, Tendler, Wien 1852–1853.